# Steffen Fetzner
Steffen Fetzner (Karlsruhe, 17 de agosto de 1968) é um ex-mesa-tenista alemão. 

## Carreira
Steffen Fetzner representou seu país nos Jogos Olímpicos de 1988, 1992 e 1996 na qual conquistou a medalha de prata em duplas em 1992. 